# Paracaesio stonei
Paracaesio stonei es una especie de peces de la familia Lutjanidae en el orden de los Perciformes.

## Morfología
• Los machos pueden llegar alcanzar los 50 cm de longitud total.

## Hábitat
Es un pez de mar de aguas profundas que vive entre 200-320 m de profundidad.

## Distribución geográfica
Se encuentra desde las Islas Ryukyu hasta Samoa y el noreste de Australia.